# Benedict Balansa

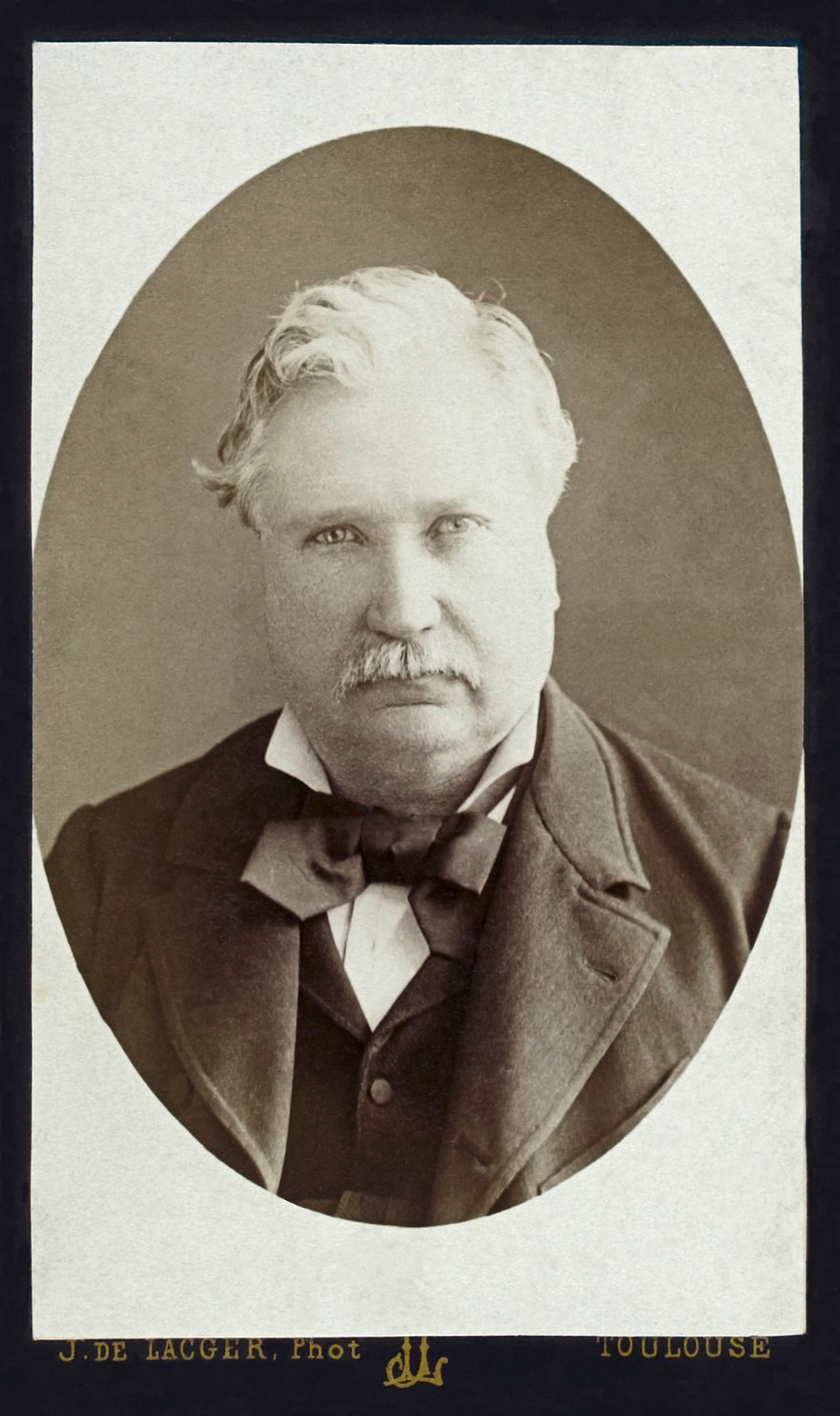
Benjamin Balansa

Gaspard Joseph Benedict Balansa, auch Benjamin Balansa (* 27. März 1825 bei Narbonne; † 22. November 1891 in Hanoi) war ein französischer Botaniker und Forschungsreisender. Im Auftrag des Muséum national d’histoire naturelle unternahm er zahlreiche Sammelreisen. Sein offizielles botanisches Autorenkürzel lautet „Balansa“. Allein von 1868 bis 1872 sammelte Balansa 3752 Arten der Gefäßpflanzen und Kryptogamen, die von Henri Ernest Baillon, Adolphe Brongniart und Jean Antoine Arthur Gris (1829–1872) klassifiziert und beschrieben wurden.

## Leben und Wirken
Benedict Balansa war ein Sohn von Joseph Balansa und Jeanne Causidou. Er wurde auf einem Lastkahn auf dem Canal du Midi auf dem Weg nach Narbonne geboren.
Balansa unternahm zahlreiche Sammelreisen. Seine erste Reise führte ihn von 1847 bis 1848 in Algerien nach Algier und Mostaganem. Von 1850 bis 1853 kehrte Balansa nach Algerien zurück, hielt sich wieder in Mostaganem auf und später in Oran, Muaskar, der nördlichen Sahara, Biskra und Batna.
1854 bis 1855 folgte seine erste Reise nach Vorderasien. Im April und Mai 1854 sammelte Balansa in Smyrna und Umgebung. Von März bis Oktober 1855 hielt er sich in Mersin und im Taurusgebirge von Kilikien auf. Im folgenden Jahr reiste er von Juni bis September 1856 von Tarsus nach Kayseri in Kappadokien. 1857 ließ sich Balansa mit seiner Familie in Smyrna nieder. Von Mai bis Juli 1857 erkundete er Uşak und die benachbarten Gebiete. Bis 1865 unternahm er Touren nach Phrygien und Kilikien. 1866 folgte ein Ausflug nach Lazistan bis in die Sichtweite des Kaukasus, wo er von Juni bis August im Gebiet Trabzon und Rize sammelte. Im Herbst 1866 kehrt er nach Frankreich zurück.
Ein Jahr später sammelte er in Marokko in der Gegend um Mogador, dem Atlas-Gebirge und Marrakesch.
1868 bis 1872 hielt Balansa sich in Übersee in Neukaledonien einschließlich der Loyalitätsinseln auf. In dieser Zeit war er Leiter des Jardin D’acclimatation in Nouméa. Von 1873 bis 1877 absolvierte er seine erste Reise in Paraguay, der von 1878 bis 1884 eine zweite folgte. In den Jahren von 1885 bis 1889 sammelte Balansa erstmals in Tonkin und unternahm einen Abstecher zur Insel Java. Bei seinem 1890 beginnenden zweiten Aufenthalt in Tonkin verstarb Balansa in Hanoi.

## Ehrungen
Benedict Balansa zu ehren wurden die Gattungen Balansaea Boiss. & Reut. (1852), Balansaephytum Drake (1896), Balansia Speg. (1885), Balansiella Henn. (1904), Balansina G.Arnaud (1918), Balansiopsis Höhn. (1910) und Balansochloa Kuntze (1903) benannt. Außerdem wurde das Epitheton zahlreicher Arten, beispielsweise von Trigonella balansae und Wittsteinia balansae, zu seinen Ehren gewählt.

## Schriften (Auswahl)
- Note sur un nouveau Rumex de l'Asie Mineure. In: Bulletin de la Société Botanique de France. Band 1, 1854, S. 281–283 (online).
- [Lettre sur la végétation du Taurus]. In: Bulletin de la Société Botanique de France. Band 2, 1855, S. 654–657 (online).
- [Annexe à la végétation du Taurus]. In: Bulletin de la Société Botanique de France. Band 2, 1855, S. 690 (online).
- Végétation de Mersina et de ses environs. In: Revue horticole. 4. Folge, Band 4, Nummer 19, 1855, S. 371–377 (online).
- Sur le mode de végétation de l'Arceuthobium oxycedri. In: Bulletin de la Société Botanique de France. Band 3, 1856, S. 281–282 (online).
- Description de quelques espèces nouvelles de Graminées d'Orient. In: Bulletin de la Société Botanique de France. Band 4, 1857, S. 305–309 (online). - mit Pierre Edmond Boissier
- Description du genre Thurya. In: Annales des Sciences naturelles Botanique. 4. Folge, Band 7, Nummer 5, 1857, S. 302–306 (online). - mit Pierre Edmond Boissier
- Description de trois nouvelles espèces de graminées. In: Bulletin de la Société Botanique de France. Band 5, 1858, S. 168–170 (online).
- Ascension du Mont Humboldt (Cando des Néo-Calédoniens). In: Bulletin de la Société Botanique de France. Band 19, 1872, S. 303–311 (online).
- Catalogue des Graminées de la Nouvelle-Calédonie. In: Bulletin de la  Société Botanique de France. Band 19, 1872, S. 315–329 (online).
- Végétation de la Nouvelle-Calédonie. In: Revue des Sciences naturelles de Montpellier. Band 3, 1872?, S. 622
- Sur la géographie botanique de l'Océanie et de la Nouvelle-Calédonie In: Bulletin de la Société d'Histoire naturelle de Toulouse - huitième année. Band 7, 1873, S. 327–332.
- Nouvelle-Calédonie. In: Bulletin de la Société de Géographie. 6. Folge, Band 5, 1873, S. 113–132, S. 521–534 (online).
- Catalogue des Graminées du Lazistan, précédé de quelques considérations sur la végétation de cette contrée. In: Bulletin de la Société Botanique de France. Band 20: 1873, S. 330–334 (online).
- Catalogue des Graminées du Lazistan, précédé de quelques considérations sur la végétation de cette contrée. In: Bulletin de la Société Botanique de France. Band 21, 1874, S. 10–19 (online).
- Le Mont Bavi (Tonkin). In L'Avenir du Tonkin. Hanoi, 2. September 1886.
- M. Balansa au Tonkin et ses travaux. [Fu-Phap, 28. Juli 1887] In: Bulletin de la Société de Géographie commerciale de Paris. Band 10, Paris 1887/1888, S. 74–75 (online).
- Les végétaux du Tonkin. [Fu-Phap, 25. Dezember 1887] In: Bulletin de la Société de Géographie commerciale de Paris. Band 10, Paris 1887/1888, S. 550–551 (online).
- Cultures au Tonkin. [Fu-Phap, 11. April 1888] In: Bulletin de la Société de Géographie commerciale de Paris. Band 10, Paris 1887/1888, S. 780–781 (online).
- Quatre années de séjour au Tonkin. - Notes et impressions. In: Bulletin de la Société de Géographie commerciale de Paris. Band 11, Paris 1888/1889, S. 567–571 (online).
- Les cultures au Tonkin. In: Bulletin de la Société de Géographie commerciale de Paris. Band 12, Paris 1889/1890, S. 285–291 (online).
- Catalogue des Graminées de l'Indo-Chine française. In: Journal de Botanique. Band 4, 1890 S. 27–32, S. 76–84, S. 109–116, S. 135–145, S. 161–172.

## Nachweise